# Whitehall Building Annex
Pour les articles homonymes, voir Whitehall (homonymie).
Le Whitehall Building Annex est un gratte-ciel situé au 17 Battery Place North dans le Financial District de Manhattan à New York. Il est construit en 1911 et culmine à 129 mètres. 
Il est l'un des rares gratte-ciel du style Beaux-Arts.